# Brughiere dell'Africa orientale
Le Brughiere dell'Africa orientale sono una ecoregione globale che fa parte della lista Global 200 delle ecoregioni prioritarie per la conservazione definita dal WWF. Appartiene al bioma delle Praterie e boscaglie montane della regione afrotropicale. Interessa l'area dell'Africa orientale. Lo stato di conservazione è considerato relativamente stabile.

## Territorio
La regione si estende per circa 6000 km² nell'area dell'Africa orientale compresa fra il ramo occidentale e quello orientale della Rift Valley. Il territorio interessa sette aree delle zone afromontane dei monti Ruwenzori, Virunga, del Monte Meru, del Kilimangiaro, del Monte Kenya, dei Monti Aberdare e del Monte Elgon. La cima più alta della regione è il Kilimangiaro, che, con i suoi 5895 metri s.l.m., è il monte più alto del continente africano.

### Stati
L'ecoregione interessa 5 paesi:
- RD del Congo;
- Kenya;
- Uganda;
- Ruanda;
- Tanzania.

### Ecoregioni
L'ecoregione è composta da 2 ecoregioni terrestri:
- AT1005 - Brughiere montane dell'Africa orientale
- AT1013 - Brughiere montane dei monti Ruwenzori-Virunga

## Flora
L'ecoregione supporta una notevole diversità di piante che mostrano un elevato endemismo. Specie caratteristiche della regione sono quelle dei generi Dendrosenecio e Lobelia.

## Fauna
All'alto tasso di endemismi vegetali non fa riscontro una analoga ricchezza di specie tra i vertebrati. L'ecoregione ospita poche specie di mammiferi, in massima parte visitatori occasionali. Più numerosa è invece la fauna avicola. Tra gli uccelli vi sono diverse nettarinie del genere Cinnyris, tra cui Cinnyris stuhlmanni, C. regius e C. rockefelleri. Altre specie di uccelli presenti sono il francolino nobile (Pternistis nobilis), il tordo pettirosso di Archer (Cossypha archeri) e la cincia pettostriato (Melaniparus fasciiventer).

## Popolazione
Questa regione è scarsamente abitata, sia per la sua altitudione che per il fatto che gran parte del suo territorio rientra in aree protette.

## Conservazione

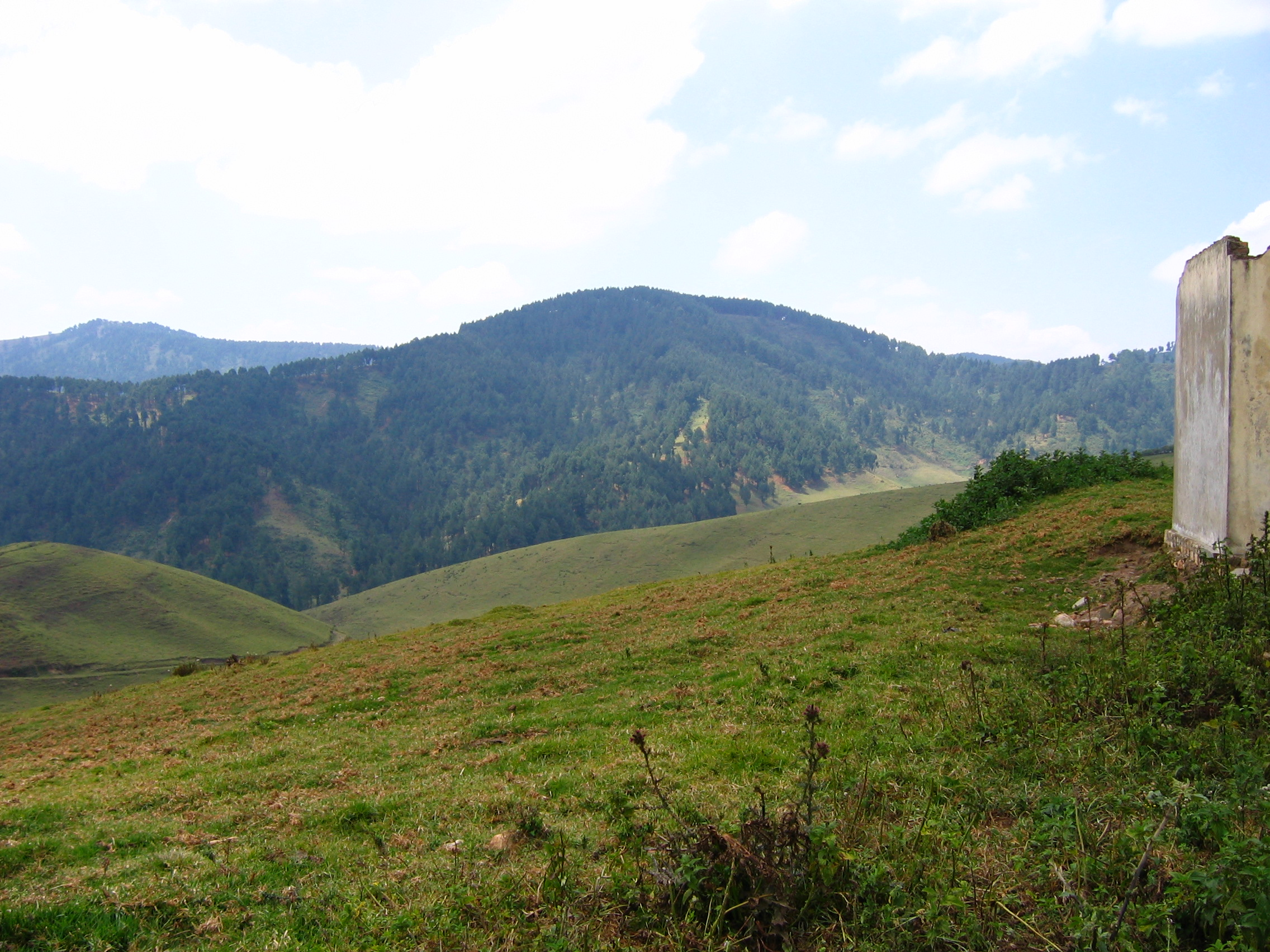
Colline di Gishwati, Ruanda

Lo stato di conservazione della regione è considerato relativamente stabile.